# Sósav
| Sósav |                                                                   |
| Sósav üvegben                                                                                                   |                                                                   |
| \| \| \| |                                                                   |
| |                                                                   |
| Más nevek | muriatikus sav                                                    |
| Kémiai azonosítók                                                                                               |                                                                   |
| CAS-szám | 7647-01-0                                                         |
| ChemSpider | 307                                                               |
| EINECS-szám | 231-595-7                                                         |
| DrugBank | DB13366                                                           |
| KEGG | C01327                                                            |
| RTECS szám | MW4025000                                                         |
| ATC kód | A09AB03, B05XA13                                                  |
| Gyógyszer szabadnév                                                                                             | hydrochloric acid                                                 |
| Gyógyszerkönyvi név                                                                                             | Acidum hydrochloridum concentratum, Acidum hydrochloridum dilutum |
| UNII | QTT17582CB                                                        |
| ChEMBL | 1231821                                                           |
| Kémiai és fizikai tulajdonságok                                                                                 |                                                                   |
| Megjelenés | átlátszó, színtelen folyadék                                      |
| Veszélyek |                                                                   |
| EU Index | 017-002-01-X                                                      |
| NFPA 704 | 0 3 1 COR                                                         |
| R mondatok | R34, R37                                                          |
| S mondatok | (S1/2), S26, S45                                                  |
| Ha másként nem jelöljük, az adatok az anyag standardállapotára (100 kPa) és 25 °C-os hőmérsékletre vonatkoznak. |                                                                   |
| |                                                                   |

A sósav a hidrogén-klorid (HCl) tiszta, színtelen, szúrós szagú vizes oldata. Korrozív, az iparban széles körben használt erős ásványi sav. A természetben is megtalálható, a gyomorsav egyik alkotórésze, nagyobb mennyiségben az ipari forradalom idején kezdték el előállítani. A vegyiparban reagensként használják olyan anyagok tömegtermelése során, mint a vinil-klorid (melyből PVC-t állítanak elő), valamint a metilén-difenil-diizocianát (MDI) és toluol-diizocianát (TDI) – utóbbiak a poliuretán gyártásának alapanyagai. Számos kisebb mennyiséget igénylő alkalmazása is van: többek között háztartási tisztítószer, vízkőoldó, de felhasználják zselatin és más élelmiszer-adalékok gyártása során, kazánkő eltávolítására és bőrfeldolgozáshoz is. A világ éves sósavtermelése mintegy 20 millió tonna.
Hipóval való reakciója során klór keletkezik, ami háztartási baleseti veszélyforrás is: NaOCl + 2HCl = H2O + NaCl + Cl2
Véletlen lenyelésekor tilos hánytatni a sérültet. A gyomor kibírja, mivel eleve erősen savas környezet, a nyelőcsövet azonban visszafelé jövet is végigmarja. Kevés vizet (nem tejet!) itassunk a sérülttel, majd ha ezt gond nélkül sikerült, tehát ép a nyelőcső, akkor további vízzel higítsuk a gyomorba került savat. Mentőt mindenképp hívjunk.

## Felfedezése
A királyvizet – mely a sósav és a salétromsav elegye – egy 13. századi alkimista, Pszeudo-Geber említi munkáiban, aki szalmiáksó salétromsavban történő feloldásával állította elő. Más források szerint a királyvizet elsőként a 13. század végére datálható bizánci kéziratok említik.
A sósav első leírása Libaviustól származik a 16. századból, ő az új anyagot só agyagtégelyben történő hevítésével állította elő. Más szerzők szerint a tiszta sósavat elsőként Basil Valentine német bencés szerzetes fedezte fel a 15. században, ő só és zöld vitriol elegyét hevítette, míg megint mások szerint a tiszta sósav előállítására a 16. század végéig nincs egyértelmű utalás.
A 17. században a német Johann Rudolf Glauber nátrium-klorid és kénsav felhasználásával nátrium-szulfátot állított elő, mely folyamat során hidrogén-klorid gáz szabadult fel. Joseph Priestley 1772-ben állított elő tiszta hidrogén-kloridot, melyről Humphry Davy 1818-ban bizonyította be, hogy hidrogénből és klórból álló vegyület.
Az európai ipari forradalom során megnőtt a kereslet a lúgos anyagok iránt. A francia Nicolas Leblanc új ipari eljárása lehetővé tette a nátrium-karbonát (szóda) olcsó, nagy mennyiségben történő előállítását. A Leblanc-szódagyártás során a kősót kénsav, mészkő és szén felhasználásával szódává alakítják, melléktermékként hidrogén-klorid keletkezik. Amíg törvénnyel meg nem tiltották (ilyen például a brit Alkali Act 1863), addig a folyamat során képződő sósavgázt a levegőbe engedték. A törvény elfogadása után a szódagyártókat kötelezték, hogy a hulladékgázt vízben nyelessék el, ezzel iparilag állítottak elő sósavat.
A huszadik században a Leblanc-szódagyártást felváltotta a Solvay-eljárás, melynek nincs sósav mellékterméke. Mivel a sósav időközben számos felhasználása révén fontos vegyszerré vált, a kereskedelmi igényt más gyártási eljárásokkal kellett kielégíteni, ezek közül némelyiket ma is használják. 2000 után a sósavat főként a szerves kémiai vegyipar által melléktermékként előállított hidrogén-klorid vízben történő elnyeletésével állítják elő.

## Kémiai tulajdonságai
A sósav egyértékű sav, így a hidrogén-klorid a disszociációja során egyetlen H+-t (protont) ad le. Vizes oldatban a H+ egy vízmolekulához kapcsolódva H3O+ oxóniumiont képez:
HCl + H2O → H3O+ + Cl−
A disszociáció során keletkező másik ion a Cl− kloridion, a sósav így felhasználható klorid sók – például nátrium-klorid – előállítására. A sósav erős sav, mivel vízben gyakorlatilag teljesen disszociál. Az egyértékű savaknak egy savi disszociációs állandója (Ka) van, ennek értéke adja meg, hogy vízben milyen mértékben disszociálnak. Erős savak esetén – mint amilyen a sósav is – a Ka értéke nagyon nagy, melyet a sósavra elméleti alapon is megpróbáltak megállapítani. Sósavoldathoz klorid-iont tartalmazó vegyületet adva az a pH-ra gyakorlatilag nincs hatással, ami arra utal, hogy a Cl− rendkívül gyenge konjugált bázis, a hidrogén-klorid vizes oldatban pedig teljesen disszociált állapotban van jelen. A sósav közepes és tömény oldatai esetén kitűnő az egyezés a H+ és a HCl feltételezett azonos molaritása között, a két érték négy jegy pontossággal megegyezik.
A hat hétköznapi erős ásványi sav közül az egyértékű sósav a legkevésbé hajlamos redoxireakciókra. Az egyik legegyszerűbben kezelhető, a sav-bázis titrálások során a leginkább használt erős sav, mivel a sósavval végzett titrálások egyértelműbb végpontja miatt a kapott eredmény pontosabb. Az azeotrópos (körülbelül 20,2%-os) sósav a mennyiségi elemzésben elsődleges referenciaanyagként használható, bár pontos koncentrációja függ a készítésekor tapasztalható légnyomástól.
A kémiai elemzésben gyakran használják a sósavat a minták előkészítésére („feltárására”). A tömény sósav számos fémet felold, miközben oxidált fém-kloridok és hidrogéngáz keletkezik. Pár példa:
Fe(s)+2HCl(aq)=FeCl2(aq)+H2(g)
2Fe(s)+6HCl(aq)=2FeCl3(aq)+3H2(g)
Bázikus anyagokkal, például kalcium-karbonáttal vagy réz(II)-oxiddal is reagál, melynek eredményeként oldott kloridok keletkeznek, melyek azután elemezhetőek.
CaCO3(s)+2HCl(aq)=CaCl2(aq)+H2O(I)+CO2(g)

## Fizikai tulajdonságai
| Koncentráció | Koncentráció | Koncentráció | Sűrűség | Molaritás | pH   | Viszkozitás | Fajhő     | Gőz- nyomás | Forrás- pont | Olvadás- pont |
| kg HCl/kg | kg HCl/m³    | Baumé        | kg/l    | mol/dm³   |      | mPa·s       | kJ/(kg·K) | kPa         | °C           | °C            |
| --- | ------------ | ------------ | ------- | --------- | ---- | ----------- | --------- | ----------- | ------------ | ------------- |
| 10% | 104,80       | 6,6          | 1,048   | 2,87      | −0,5 | 1,16        | 3,47      | 1,95        | 103          | −18           |
| 20% | 219,60       | 13           | 1,098   | 6,02      | −0,8 | 1,37        | 2,99      | 1,40        | 108          | −59           |
| 30% | 344,70       | 19           | 1,149   | 9,45      | −1,0 | 1,70        | 2,60      | 2,13        | 90           | −52           |
| 32% | 370,88       | 20           | 1,159   | 10,17     | −1,0 | 1,80        | 2,55      | 3,73        | 84           | −43           |
| 34% | 397,46       | 21           | 1,169   | 10,90     | −1,0 | 1,90        | 2,50      | 7,24        | 71           | −36           |
| 36% | 424,44       | 22           | 1,179   | 11,64     | −1,1 | 1,99        | 2,46      | 14,5        | 61           | −30           |
| 38% | 451,82       | 23           | 1,189   | 12,39     | −1,1 | 2,10        | 2,43      | 28,3        | 48           | −26           |
| A táblázat adatai 20 °C hőmérsékletre és 1 atmoszféra (101,325 kPa) nyomásra vonatkoznak. A gőznyomás adatok a International Critical Tables-ből származnak és az oldat teljes gőznyomását adják meg. |              |              |         |           |      |             |           |             |              |               |

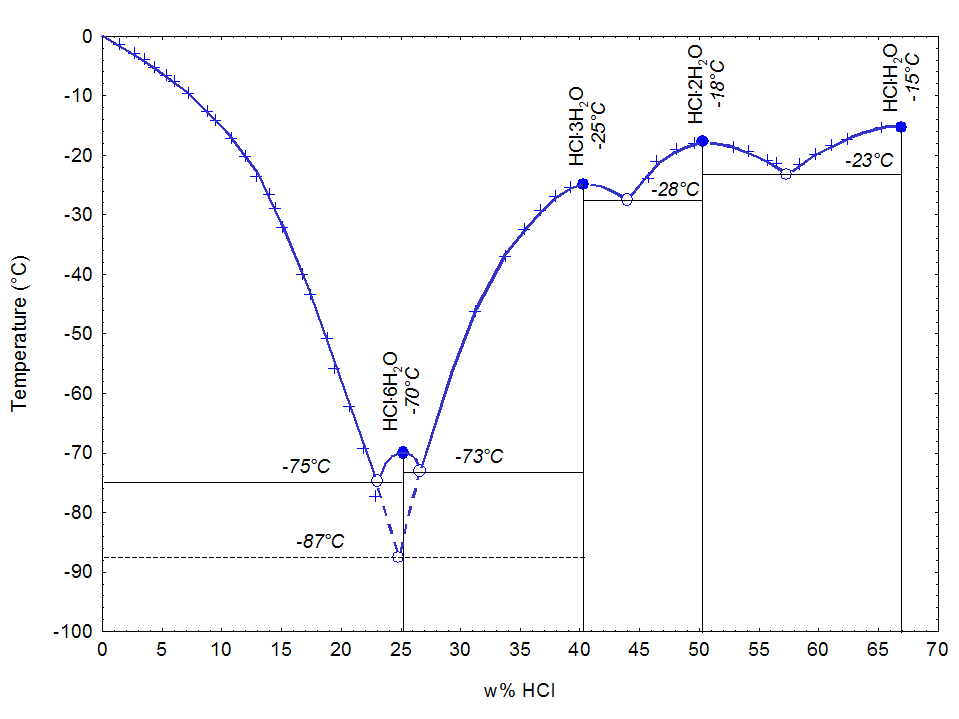
A HCl vizes oldatának olvadáspontja a koncentráció függvényében.

Fizikai tulajdonságai, mint az olvadás- vagy forráspont, sűrűség és pH a HCl vizes oldatának koncentrációjától vagy molaritásától függenek, a nagyon híg – 0% körüli HCl tartalmú – oldatétól a füstölgő, 40%-osnál is töményebb HCl-éig terjednek.
A sósav, mint a HCl és H2O kétkomponensű keveréke állandó (108,6 °C) forráspontú azeotróp elegyet képez 20,2% HCl tartalom esetén. A sósavnak négy állandó kristályosodási eutektikus pontja van, ezek a kristályos formák a HCl·H2O (68% HCl), HCl·2H2O (51% HCl), HCl·3H2O (41% HCl), HCl·6H2O (25% HCl) és a jég (0% HCl). Ezeken kívül létezik még egy metastabil eutektikus pont is 24,8%-es összetételnél a jég és a HCl·3H2O kristályforma között.

## Előállítása
A sósavat hidrogén-klorid vízben történő oldásával állítják elő. Hidrogén-kloridot számos eljárással gyártanak, így többféle kiindulási anyaga létezik, de nagy mennyiségben történő gyártása csaknem mindig más vegyi anyagok ipari léptékű gyártásához kapcsolódóan történik.

### Ipari célra
Sósavoldatot 38%-os töménységig gyártanak (tömény sósav). Nagyobb, 40%-ot valamivel meghaladó koncentráció is elérhető, de az ilyen oldatok kezelése és tárolása az erős párolgás miatt további óvintézkedéseket, például túlnyomást és alacsony hőmérsékletet igényel. Az ömlesztett ipari termék ezért 30–34%-os, mely még hatékonyan, kis HCl veszteséggel szállítható.  Az USA-ban a háztartási – főként tisztítási – célokra szánt oldatai jellemzően 10–12%-osak, ezeket felhasználás előtt erősen ajánlják hígítani. Nagy-Britanniában a háztartási sav töménysége az USA-beli ipari minőséggel azonos.
A világ fő sósav előállítói a Dow Chemical (HCl gázként számítva 2 millió tonna/év), valamint a Georgia Gulf Corporation, Tosoh Corporation, Akzo Nobel és a Tessenderlo (egyenként 0,5–1,5 Mt/év). Összehasonlításul a világon előállított HCl mennyiségét 20 Mt/évre becsülik, melyből 3 Mt/év közvetlen szintézis, a többi szerves kémiai szintézisek és hasonló reakciók mellékterméke. A sósav legnagyobb részét az előállítás helyén fel is használják. Világpiaci forgalmát 5 Mt/évre becsülik.

## Felhasználása
A sósav erős szervetlen sav, számos ipari eljárásban alkalmazzák. A felhasználási cél gyakran meghatározza a kívánt minőséget.

### Acél pácolása
A sósav egyik legfontosabb felhasználása az acél pácolása, melynek során a vasról vagy acélról a további megmunkálás – például kisajtolás, hengerlés, galvanizálás vagy más művelet – előtt eltávolítják a rozsda vagy vas-oxid réteget. A szénacélok pácolására leggyakrabban technikai minőségű, jellemzően 18%-os sósavat használnak.
Fe2O3 + Fe + 6 HCl → 3 FeCl2 + 3 H2O
A hulladék savat régebben vas(II)-klorid oldatként újrahasznosították, de a páclé magas nehézfémtartalma miatt ez a gyakorlat visszaszorulóban van.
A hidrogén-klorid regenerálására több eljárást is kifejlesztettek, ilyen például a porlasztva pörkölő vagy a fluidágyas HCl regeneráló eljárás, melyekkel a hulladék pácléből visszanyerhető a HCl. A leggyakrabban alkalmazott regenerálási eljárás a pirohidrolízis, melynek reakcióegyenlete a következő:
4 FeCl2 + 4 H2O + O2 → 8 HCl+ 2 Fe2O3
A hulladék sav visszanyerésével zárt savkör hozható létre. A regenerálás során melléktermékként értékes vas(III)-oxid keletkezik, melyet egyéb iparágak hasznosítanak.

### Szerves vegyületek előállítása
A sósav másik fő felhasználási területe a szerves vegyületek előállítása, például a PVC készítéséhez vinil-klorid és 1,2-diklóretán gyártása. Ez gyakran a helyben előállított sósav felhasználásával valósul meg. Sósav szükséges több más szerves vegyület előállításához is, ilyen például a polikarbonátok gyártásához használt biszfenol-A, az aktív szén és az aszkorbinsav, valamint számos gyógyszer hatóanyaga is.
2 H2C=CH2 + 4 HCl + O2 → 2 ClCH2CH2Cl + 2 H2O (diklóretán előállítása oxiklórozással)
fa + HCl + hő → aktív szén (kémiai aktiválás)

### Szervetlen vegyületek előállítása
Számos termék állítható elő sósavval hagyományos sav–bázis-reakció révén. Ilyen többek között a víz kezelésére használt vas(III)-klorid és a polialumínium-klorid (PAK):
Fe2O3 + 6 HCl → 2 FeCl3 + 3 H2O
Mind a vas(III)-kloridot, mind a PAK-ot flokkulálószerként és koagulánsként használják a szennyvízkezelés, az ivóvíz előállítása és a papírgyártás során.
További, sósavval felhasználásával gyártott szervetlen vegyület az utak sózására használt kalcium-klorid, a galvanizálásra használt nikkel(II)-klorid, valamint a horganyzásra és szárazelemgyártásban használt cink-klorid.
CaCO3 + 2 HCl → CaCl2 + CO2 + H2O (kalcium-klorid előállítása mészkőből)

### pH-szabályozás és semlegesítés
A sósavat oldatok savasságának (pH-jának) beállítására is használják.
OH− + HCl → H2O + Cl−
Nagy tisztaságot igénylő iparágakban (élelmiszer- és gyógyszeripar, ivóvíz előállítása) kiváló minőségű sósavat használnak a víz pH-jának beállítására. A kevésbé szigorú követelményeket támasztó alkalmazásoknál a technikai minőségű sav is megfelelő a hulladékvizek semlegesítésére.

### Ioncserélők regenerálása
Kiváló minőségű sósavat használnak az ioncserélő gyanták regenerálására. A kationcserét elterjedten alkalmazzák a vizes oldatokból a kationok, például a Na+ és Ca2+ eltávolítására az ionmentes víz előállítása során. A gyantáról a kationokat savval mossák le. A Na+-t H+, míg a Ca2+-t 2 H+ helyettesíti.
Ioncserélőket és ionmentes vizet a vegyipar minden ágában, valamint az ivóvíz gyártása során és számos élelmiszeripari ágban is használnak.

### További alkalmazások
A sósavnak sokféle, kis mennyiséget igénylő felhasználása is létezik, ilyen például a bőrfeldolgozás, a konyhasó tisztítása, háztartási tisztítószerként történő felhasználás és a magasépítés. Az olajkutak kitermelése növelhető, ha sósavat juttatnak a kőzetekbe, ez ugyanis a kőzet egy részét feloldja, így nagyobb pórusméretű kőzetszerkezet jön létre. Az olajkutak savazása bevett eljárás az Északi-tengeri olajkitermelésben.
A sósavat használják kalcium-karbonát feloldására, azaz például teáskanna vízkőmentesítésére vagy téglafalakról a habarcs eltávolítására. Téglafalon használva reakciója a habarccsal csak addig tart, amíg az összes sav át nem alakult kalcium-kloriddá, szén-dioxiddá és vízzé:
2 HCl + CaCO3 → CaCl2 + CO2 + H2O
Az élelmiszerek, élelmiszer-alapanyagok és -adalékok gyártása során számos sósavat igénylő kémiai reakciót végeznek, jellemző példák az aszpartám, fruktóz, citromsav, lizin, hidrolizált növényi fehérjék és a zselatin gyártása. E folyamatok során – ha a késztermék megkívánja – élelmiszeripari minőségű (extra tiszta) sósav alkalmazandó.

## Előfordulása élő szervezetekben

Diagram of alkaline mucous layer in stomach with mucosal defense mechanisms

A gyomorsav a gyomor által kiválasztott egyik fő nedv, mely nagyrészt sósavból áll, és a gyomor tartalmát savasítva 1–2 közötti pH-t biztosít.
A gyomor felső részének (fundus) nyálkahártyájában található fedősejtek (parietális sejtek) külön választanak ki klorid- (Cl−) és hidrogénionokat (H+), melyek a sejtmembrán által létrehozott mély betüremkedéseken (canaliculus) át jutnak a gyomorba.
A gyomorsav véd a mikroorganizmusok ellen, csökkentve ezzel a fertőzések esélyét, és elősegíti a táplálék emésztését. Alacsony pH-ja denaturálja a fehérjéket, így az emésztőenzimek, például a pepszin le tudják azokat bontani. Az alacsony pH hatására a pepszinogén enzim prekurzor is aktiválódik, így belőle önlebontás révén aktív pepszin keletkezik. A gyomorból távozó ételpép sósavtartalmát a patkóbélben nátrium-hidrogén-karbonát semlegesíti.
Magát a gyomrot vastag nyákréteg, valamint a szekretin hatására történő nátrium-hidrogén-karbonátos pufferelés védi az erős savtól. Ha ezek a védelmi mechanizmusok nem működnek megfelelően, gyomorégés vagy gyomorfekély alakulhat ki. Az antihisztaminok és protonpumpagátló gyógyszerek csökkenthetik a gyomor savtermelését, a már meglévő savat savlekötőkkel lehet semlegesíteni.

## Biztonság
| Tömeg- koncentráció | Besorolás     | R mondatok |
| ------------------- | ------------- | ---------- |
| 10–25%              | irritáló (Xi) | R36/37/38  |
| > 25%               | korrozív (C)  | R34 R37    |

A tömény (füstölgő) sósav savas ködöt képez. Mind a köd, mind maga az oldat marja az emberi szöveteket, maradandóan károsíthatja a légzőszerveket, szemet, bőrt és beleket. Ha a sósav oxidálószerekkel, például nátrium-hipoklorittal (hipó, NaOCl) vagy kálium-permanganáttal (hipermangán, KMnO4) keveredik, mérgező klórgáz szabadul fel.
NaOCl + 2 HCl → H2O + NaCl + Cl2
2 KMnO4 + 16 HCl → 2 MnCl2 + 8 H2O + 2 KCl + 5 Cl2
A sósavval történő munkavégzés során személyi védőfelszerelés – gumi- vagy PVC-kesztyű, védőszemüveg és vegyszerálló ruházat és cipő – viselésével csökkenthető a kockázat. Az USA Környezetvédelmi Hivatalának besorolása szerint a sósav mérgező anyag.

## Fordítás
Ez a szócikk részben vagy egészben  a   Hydrochloric acid című angol Wikipédia-szócikk ezen változatának fordításán alapul.  Az eredeti cikk szerkesztőit annak laptörténete sorolja fel. Ez a jelzés csupán a megfogalmazás eredetét és a szerzői jogokat jelzi, nem szolgál a cikkben szereplő információk forrásmegjelöléseként.

## További olvasnivalók
- NIST WebBook, general link (angol nyelven) Archiválva 2022. május 2-i dátummal a Wayback Machine-ben
- Hydrochloric Acid – Part One és Hydrochloric Acid – Part Two at The Periodic Table of Videos (University of Nottingham, angol nyelven)
- Kalkulátor: felületi feszültség Archiválva 2020. február 22-i dátummal a Wayback Machine-ben és sűrűség, molaritás és molalitás Archiválva 2020. február 22-i dátummal a Wayback Machine-ben vizes HCl-re (angol nyelven)

Általános biztonságtechnikai információk
- EPA Hazard Summary (angol nyelven)
- Hydrochloric acid MSDS by Georgia Institute of Technology (angol nyelven)
- NIOSH Pocket Guide to Chemical Hazards (angol nyelven)

Információk szennyező voltáról
- National Pollutant Inventory – Hydrochloric Acid Fact Sheet (angol nyelven)